# كيسوكي أونو (1994)
كيسوكي أونو (باليابانية: 大野 敬介) (مواليد 17 أبريل 1994) هو لاعب كرة قدم ياباني.

## وصلات خارجية
- كيسوكي أونو (1994) على موقع رابطة كرة القدم اليابانية للمحترفين (اليابانية)
- كيسوكي أونو (1994) على موقع Soccerway.com (الإنجليزية)